# Tadeusz Łodykowski
Tadeusz Piotr Łodykowski (ur. 28 czerwca 1928 w Ostrowcu Świętokrzyskim, zm. 22 lutego 2006) – polski polityk, ekonomista, poseł na Sejm PRL VIII i IX kadencji, profesor Wydziału Ekonomicznego Uniwersytetu Gdańskiego, dziekan i prorektor Wyższej Szkoły Ekonomicznej w Sopocie.

## Życiorys
Urodził się w rodzinie Mariana i Heleny z domu Stachura. W rodzinnym Ostrowcu ukończył szkołę powszechną oraz gimnazjum i liceum handlowe. Następnie w latach 1948–1953 studiował w Wyższej Szkole Handlu Morskiego w Sopocie (późniejsza Wyższa Szkoła Ekonomiczna). Studia doktoranckie odbył w Leningradzkim Instytucie Inżynierii Transportu Morskiego (1953–1957). W 1950, będąc jeszcze na studiach, podjął pracę na sopockiej uczelni w charakterze asystenta; był z nią związany nieprzerwanie do końca istnienia, a od 1970 pracował na nowo utworzonym Uniwersytecie Gdańskim, w skład którego weszła Wyższa Szkoła Ekonomiczna. W latach 1965–1968 pełnił funkcję prorektora Wyższej Szkoły Ekonomicznej w Sopocie, był też przez pewien czas dziekanem Wydziału Morskiego, na którym w 1964 uzyskał habilitację. Był pracownikiem naukowym Instytutu Transportu i Handlu Morskiego UG i wieloletnim dyrektorem tej jednostki. Wykładał też w Wyższej Szkole Ekonomiczno-Informatycznej, a także w Akademii Morskiej w Gdyni. W 1970 otrzymał tytuł naukowy profesora nauk ekonomicznych. Był autorem książek oraz publikacji naukowych i dydaktycznych.

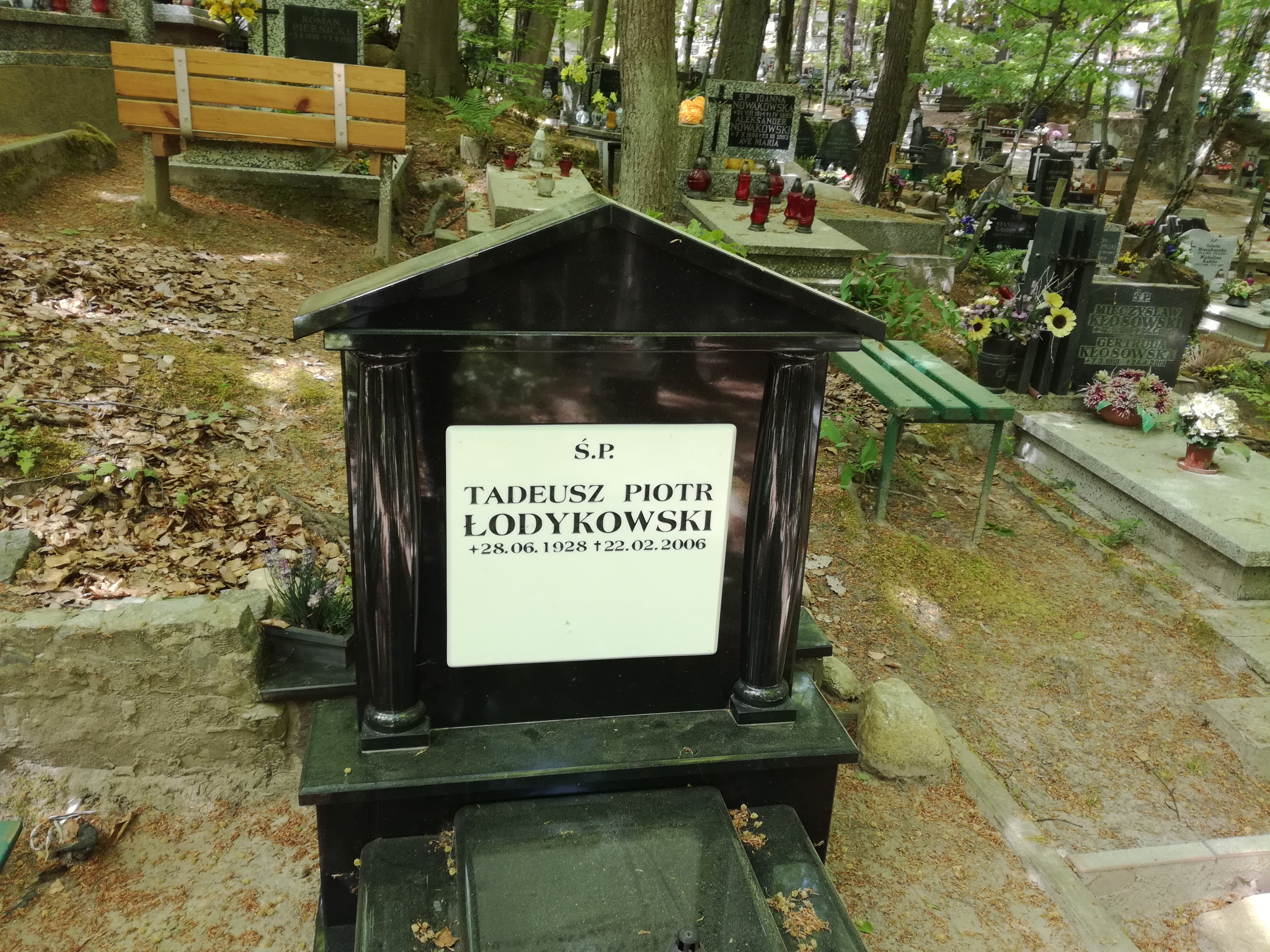
Grób Tadeusza Łodykowskiego

W 1950 wstąpił do Polskiej Zjednoczonej Partii Robotniczej. Zasiadał w Komisji Morskiej Komitetu Centralnego PZPR. W 1980 został posłem na Sejm PRL VIII kadencji w okręgu Gdynia. Zasiadał w Komisji Gospodarki Morskiej i Żeglugi (był jej przewodniczącym) oraz w Komisji Współpracy Gospodarczej z Zagranicą i Gospodarki Morskiej. W 1985 uzyskał reelekcję w tym samym okręgu. Zasiadał w Komisji Współpracy Gospodarczej z Zagranicą (jako przewodniczący), Komisji Nadzwyczajnej do rozpatrzenia projektów ustaw związanych z realizacją drugiego etapu reformy gospodarczej, Komisji Transportu, Żeglugi i Łączności oraz w Komisji Nadzwyczajnej do rozpatrzenia projektu ustawy – Prawo o stowarzyszeniach oraz projektów ustaw dotyczących związków zawodowych.
Pochowany na cmentarzu komunalnym w Sopocie (kwatera N4-13-13).

## Wybrane publikacje
- Ekonomika transportu morskiego, Gdańsk 1976.
- Ekonomika transportu morskiego (współautor), Warszawa 1987.
- Handel międzynarodowy i żegluga morska w gospodarce światowej (współautor), Warszawa 1973.
- Międzynarodowa polityka żeglugowa, Gdańsk 1993.
- Polska flota transportowa w latach 1918–1981. Wybrane zagadnienia (współautor), Gdańsk 1988.

## Ordery i odznaczenia[5].
- Order Sztandaru Pracy II klasy
- Krzyż Kawalerski Orderu Odrodzenia Polski
- Medal Komisji Edukacji Narodowej (1973)[6]
- Odznaka tytułu honorowego „Zasłużony Nauczyciel PRL”

## Nagrody
- Nagroda Wojewody Gdańskiego w dziedzinie kultury i nauki za całokształt pracy naukowo-badawczej w dziedzinie ekonomiki żeglugi morskiej (1974)[7]